# Redemption (EP)
Redemption é um EP da banda Walls of Jericho, lançado a 29 de Abril de 2008.
O álbum foi produzido por Corey Taylor, membro dos Slipknot e Stone Sour, que trouxe uma sonoridade diferente do usual para a banda, desde o acústico e o hard rock. O disco atingiu o nº 49 do Top Heatseekers.
| Críticas profissionais                                                      | Críticas profissionais |
| Avaliações da crítica                                                       | Avaliações da crítica  |
| Fonte                                                                       | Avaliação              |
| --------------------------------------------------------------------------- | ---------------------- |
| Berontak Zine                                                               | [ 2 ]                  |
| Popmatters.com                                                              | [ 3 ]                  |
| allmusic                                                                    | (Sem Nota)             |
| Esta tabela precisa de ser acompanhada por texto em prosa. Consulte o guia. |                        |

## Faixas
1. "Ember Drive" (com Corey Taylor) - 4:21
2. "My Last Stand" (com Corey Taylor) - 4:42
3. "No Saving Me" - 4:08
4. "House of the Rising Sun" - 4:10
5. "Addicted" (com Corey Taylor) - 4:57

## Créditos
- Mike Hasty - Guitarra
- Candace Kucsulain - Vocal
- Chris Rawson - Guitarra
- Aaron Ruby - Baixo
- Dustin Schoenhofer - Bateria
- Corey Taylor - Vocal adicional